# Post Mills (Vermont)
Post Mills es un área no incorporada ubicada en el condado de Orange en el estado estadounidense de Vermont.

## Geografía
Post Mills se encuentra ubicada en las coordenadas 43°53′8″N 72°15′38″O / 43.88556, -72.26056.